# Unternehmen Stößer
Auftakt

Kesternich – Wahlerscheid
Deutscher Angriff

Losheimergraben – Clervaux – Stößer – Greif

Alliierte Verteidigung und Gegenangriff

Elsenborn Rücken – St. Vith – Bastogne – Bure
Deutscher Gegenangriff

Bodenplatte – Nordwind
Kriegsverbrechen

Malmedy – Wereth – Chenogne
Das Unternehmen Stößer war der Deckname einer deutschen Militäroperation für ein fehlgeschlagenes Kommandounternehmen der deutschen Wehrmacht im Zweiten Weltkrieg in den Ardennen.

## Ausgangslage
Zur Unterstützung der Ardennenoffensive sprangen in der Nacht vom 16. auf den 17. Dezember 1944 deutsche Fallschirmjäger hinter den amerikanischen Linien in den belgischen Ardennen ab. Unter Führung von Friedrich August Freiherr von der Heydte sollten sie die alliierten Verbände im Rücken der Front in Kämpfe verwickeln und Nachschublager erobern und diese bis zum Eintreffen der Bodentruppen halten.

## Planung
Nach dem ursprünglichen Plan von Oktober 1944 sollten 3000 Fallschirmjäger eingesetzt werden, jedoch konnten letztlich nur knapp 1200 für den Sprungeinsatz bereitgestellt werden.
Es standen 150 Transportmaschinen bereit, die die Soldaten in die Landezone bringen sollten. Diese lag 11 Kilometer nördlich von Malmedy auf einer unbewaldeten Hügelkette auf dem Hohen Venn (frz. Hautes Fagnes) in den belgischen Ardennen.

## Verlauf
Das Unternehmen stand von Anfang an unter einem schlechten Stern. Viele Fallschirmjäger erlebten hier ihren ersten Sprungeinsatz, kaum einer der Piloten hatte zuvor einen Feindflug erlebt. Mit Mühe gelang es jedoch trotzdem, alle Maschinen zur Landezone zu lotsen. Kurz bevor die ersten Fallschirmjäger aus den Flugzeugen gesprungen waren, war starker, ständig wechselnder Wind aufgezogen. Viele Soldaten wurden daher über ein weites Gebiet verstreut. Sofort nach der Landung mussten die Fallschirmjäger sich von ihren Fallschirmen losschnallen, um nicht von Windböen davongeschleift zu werden.
Fast 200 Fallschirmjäger starben in dieser Nacht, da sie vom Wind, der Geschwindigkeiten von bis zu 60 km/h erreichte, gegen Bäume oder andere Hindernisse in der Umgebung geschleudert wurden und es sammelten sich bis zum Tag gerade einmal 140 Soldaten. Deren Anzahl stieg bis zum 19. Dezember 1944 auf knapp 600 an. Fast jeder zweite Fallschirmjäger war gefallen, versprengt oder von den Alliierten gefangen genommen worden. Durch die hohen Verluste war der Verband praktisch kampfunfähig und schlug sich bis zum 22. Dezember wieder zu den eigenen Linien durch.